# Tortyra
Tortyra är ett släkte av fjärilar. Tortyra ingår i familjen gnidmalar.

## Dottertaxa tillTortyra, i alfabetisk ordning[1]
- Tortyra aenescens
- Tortyra argentifascia
- Tortyra auriferalis
- Tortyra aurofasciana
- Tortyra biferana
- Tortyra bigerana
- Tortyra canofusana
- Tortyra cantharodes
- Tortyra caracasiae
- Tortyra centrifuga
- Tortyra chalcobathra
- Tortyra chalcodes
- Tortyra chorica
- Tortyra contrariana
- Tortyra contubernalis
- Tortyra cuprinella
- Tortyra diva
- Tortyra dyari
- Tortyra falissima
- Tortyra ferratella
- Tortyra fulgens
- Tortyra heliaspis
- Tortyra hyalozona
- Tortyra ignita
- Tortyra iocyaneus
- Tortyra lacunaris
- Tortyra malacozona
- Tortyra meratella
- Tortyra orphnophanes
- Tortyra palaeocosma
- Tortyra rhodochlaena
- Tortyra rimulalis
- Tortyra slossonia
- Tortyra spectabilis
- Tortyra sporodelta
- Tortyra tristis
- Tortyra velatana
- Tortyra violacea
- Tortyra vividis